# Smith College
Lo Smith College è un'università privata femminile ad indirizzo artistico sita a Northampton in Massachusetts negli Stati Uniti. Nel 2013, la rivista U.S. News & World Report la collocava fra le 18 migliori università ad indirizzo artistico.

## Storia
Il college venne autorizzato nel 1871 su richiesta di Sophia Smith e iniziò ad operare nel 1875 con 14 studentesse e sei insegnanti. Quando, all'età di 65 anni, ereditò una fortuna a seguito della morte del padre, la Smith decise che utilizzare la sua eredità per fondare un college femminile era il modo migliore per adempiere all'obbligo morale espresso nel suo testamento: "Con il presente lascio le seguenti disposizioni per la creazione e il mantenimento di un istituto per l'istruzione superiore di giovani donne, con l'intento di fornire, alle giovani donne mezzi e strutture per l'istruzione pari a quelle che si offrono ora nelle nostre scuole ai giovani uomini." Nell'anno accademico 1915–16 le iscritte erano 1724 con un corpo insegnante di 163 professori. Oggi, con circa 2600 allieve nel campus, e altre 250 presso altre sedi, lo Smith è il più grande college femminile del Paese.